# Camille Crémer
Camille Crémer fue un general de división francés en la guerra franco-prusiana.

## Biografía
Camille Crémer nació el 6 de agosto de 1840 en Sarreguemines en Mosela. De origen modesto, se preparó para el ingreso en la Escuela Especial Militar de Saint-Cyr en 1857. Dos años después, la abandonó como teniente segundo. Primero fue asignado al 95.º Regimiento de Infantería, y después ingresó en la escuela de estado mayor en 1860. En 1862, el Teniente Crémer fue asignado al 10.º Regimiento de Coraceros. Destacado, fue asignado a los Dragones de la Emperatriz al año siguiente. En 1864, fue asignado al 1.º Regimiento de Zuavos con los que luchó en México. El 24 de octubre de 1864, Camille Crémer se distinguió en combate en Jiquilpan. Recibió la Medalla de México, antes de ser promovido a "Caballero de Nuestra Señora de Guadalupe". De regreso en Francia, fue promovido a capitán en enero de 1866. Después de una rápida transición al 10.º Regimiento de Artillería, fue asignado al Estado Mayor de la 21.ª División Militar. Aide-de-camp del General Justin Clinchant, Camille Crémer fue promovido a Caballero de la Legión de Honor en 1870.
Durante la guerra franco-prusiana, tomó parte en los combates en torno a Metz. Sin embargo fue capturado a finales de octubre y tomado prisionero en Metz, fue llevado a un campo de internamiento en Alemania del que se escapó por su palabra de honor para continuar sirviendo contra Alemania, de tal modo de retornó a Francia vía el Palatinado, el Gran Ducado de Baden y Suiza. Se unió a Gambetta quien lo nombró brigadier general. Se convirtió en jefe de la 3.ª División de Infantería del 24.º Cuerpo de Ejército. En diciembre de 1870, el General Crémer luchó en Bligny-sur-Ouche, y después en Nuits-Saint-Georges, cerca de Dijon. Participó activamente en las batallas del Ejército del Este, pero no fue a Suiza durante su retiro, prefiriendo como el Contraalmirante Penhoat y el General Billot, reunirse en Lyon desde el Jura a principios de febrero de 1871.
En febrero de 1871, Camille Crémer fue nombrado general de división en Chambéry, antes de ser degradado y relevado de sus funciones en julio, por la comisión de revisión de rangos, por haber reanudado el servicio cuando había "firmado el reverso" en Metz.
El General Crémer fue degradado al rango de líder de escuadrón que tenía al inicio de la guerra. Inmediatamente dirigió una carta pública al Ministro de Guerra:
"Tengo el honor de enviarle mi dimisión, contentándome como recompensa por quince años de servicio con mis propiedades confiscadas, mi padre en el exilio, mi hermano fallecido y mi patria entregada. Tanta felicidad me hace temer por lo que me depara el futuro, y prefiero esperar como una simple ciudadano por la oportunidad de hacer la guerra a los prusianos de nuevo. Por favor acepte, Sr. Ministro, la seguridad de todo el respeto por el que tengo el honor de ser su devoto y obediente sirviente. Crémer, Lorena anexada y general ex-Gambettista."
Esta carta abierta le valió ser puesto en reforma "por falta grave contra la disciplina" en noviembre de 1871.
A Crémer se le ofreció el 20 de marzo de 1871, por el comité central de la Guardia Nacional, el mando de la Guardia Nacional de París. Dudó si aceptar y el puesto fue dado a otro por los comuneros. Al mismo tiempo, influyó en la liberación de la Generales Chanzy y Langourian, prisioneros de La Comuna.
Corroído por el despecho y la amargura, escribió en enero de 1872: "En 13 batallas o combates tuve la fortuna de vencer a los prusianos 13 veces". El General Crémer murió en París el 2 de abril de 1876.